# (3818) Gorlitsa
(3818) Gorlitsa (1979 QL8) – planetoida z pasa głównego asteroid okrążająca Słońce w ciągu 3,65 lat w średniej odległości 2,37 j.a. Odkrył ją Nikołaj Czernych 20 sierpnia 1979 roku.